# Live & Plugged, Vol. 2
Live & Plugged, Vol. 2 è un VHS split tra i due gruppi black metal Dissection e Dimmu Borgir, pubblicato nel 1997 da Nuclear Blast.
Dopo ogni traccia è presente un'intervista con le band.

## Tracce

### Dimmu Borgir
1. Mourning Palace - 5:13
2. Dødsferd -	5:30
3. In Death's Embrace - 5:43
4. Spellbound (By the Devil) - 4:08
5. Master of Disharmony - 4:15
6. Alt lys er svunnet hen - 6:07
7. Mourning Palace (video) - 5:12

### Dissection
1. At the Fathomless Depths -	0:24
2. Night's Blood - 7:10
3. Unhallowed - 6:01
4. Son of the Mourning - 3:10
5. Where Dead Angels Lie - 6:03
6. Black Horizons - 7:32
7. Elizabeth Bathory (Tormentor cover) - 4:49
8. Retribution - Storm of the Light's Bane - 5:03
9. The Somberlain - 7:09
10. Where Dead Angels Lie (video) - 5:51

## Formazioni

### Dimmu Borgir
- Shagrath - voce
- Erkekjetter Silenoz - chitarra
- Jens Petter - chitarra
- Nagash - basso
- Carl Michael-Eide - batteria
- Kimberly Goss - tastiere

### Dissection
- Jon Nödtveidt - voce, chitarra
- Johan Norman - chitarra
- Peter Palmdahl - basso
- Tobias Kellgren - batteria